# Regnellites nagashimae
Regnellites nagashimae is een uitgestorven varen uit de pilvarenfamilie (Marsileaceae).
Fossielen van deze soort zijn in 2002 gevonden in de Kiyosue-formatie (Boven-Jura tot Onder-Krijt, 161 tot 100 miljoen jaar geleden) in westelijk Japan, en zijn daarmee de oudste bekende macrofossielen van de pilvarenfamilie (Marsileaceae).

## Kenmerken
Van Regnellites nagashimae zijn tot nu toe enkele bladen en een sporocarp gevonden. De bladnerven zijn dichotoom vertakt en onderling verbonden (anastomose), zonder marginale nerf. De sporocarp ontspringt uit de knopen en is in verhouding groot.
De morfologie van de bladen en de sporocarp is verschillend genoeg van die van de andere Marsileaceae om deze fossielen in een apart geslacht, Regnellites, onder te brengen.